# Viadotto Ansa del Tevere
Das Viadotto Ansa del Tevere (Viadukt an der Flussbiegung des Tiber), örtlich auch Ponte Morandi genannt, ist eine Autobahnbrücke in Rom (Italien).
Sie liegt im Stadtteil Magliana im Zuge der Autostrada A91 von Rom zum Flughafen Rom-Fiumicino etwa 3 km hinter der Ponte della Magliana, auf der die Autobahn den Tiber überquert.
Die Brücke wurde notwendig, weil ein Erdrutsch 1965 den Untergrund für die im Bau befindliche Strada statale 201 dell'Aeroporto di Fiumicino wegriss. Im Auftrag der ANAS wurde eine von Riccardo Morandi geplante Schrägseilbrücke gebaut, die den Bereich des Erdrutsches in ca. 5 m Höhe überbrückt. Die 1967 fertiggestellte Brücke war die erste Schrägseilbrücke Roms und ist dort immer noch die einzige mit einer in einer Kurve verlaufenden Fahrbahn.
Die aus Stahlbeton gefertigte Brücke ist mit ihren in quadratischen Betonstäben eingebetteten Schrägseilen zwar ohne weiteres als eine von Morandi geplante Brücke erkennbar. Sie ist dennoch insofern untypisch, als sie nur ein Brückenfeld auf der Westseite des Pylons hat.
Der in 53 m Tiefe auf solidem Boden gegründete Pylon besteht aus quadratischen, 4 m starken und leicht nach innen geneigten Stahlbetonpfeilern, die lediglich an ihrer Spitze durch einen Querriegel verbunden und versteift sind. An den beiden westlichen Abspannungen hängt ein 24,20 m breiter Spannbeton-Hohlkasten, der sich an der Basis des Pylons abstützt. An seinem äußeren Ende ist ein Gerberträger eingehängt, der sich mit seinem anderen Ende auf Pfähle abstützt, die jenseits der Bruchzone des Erdrutsches eingebracht wurden. Das durch den Hohlkasten und den Gerberträger gebildete Brückenfeld bildet einen insgesamt 145 m langen, in einer leichten Kurve verlaufenden Teil der Autobahn. Die von den Abspannungen an der Westseite auf den 35 m hohen Pylon wirkenden Zugkräfte teilen sich auf in senkrechte, von dem Pylon getragene Lasten, und in Zugkräfte, die von den Abspannungen auf der Ostseite des Pylons auf große, seitlich der Autobahn liegende Ankerblöcke aus Stahlbeton einwirken und dort neutralisiert werden. Deshalb konnte Morandi hier auf die sonst von ihm verwendeten Pylone mit A-förmigen Strukturen verzichten.